# Зои
Сара Шекуларац (Београд, 11. април 1999), познатија под уметничким именом Зои, српска је поп певачица и кантауторка. У медије је најпре доспела као сестричина певачице Наташе Беквалац. Музиком је почела професионално да се бави синглом Ето (2019).

## Биографија
Сара Шекуларац је рођена 11. априла 1999. године у Београду. Она је сестричина поп певачице Наташе Беквалац.
Између 15. и 18. године је у више наврата провела неколико месеци у Лос Анђелесу, где је радила као хостеса. Шекуларац је прихватила уметничко име "Зои" како би избегла довођење у везу са својом породицом у јавности када је желела да постане блогерка.

### Каријера
Музичку каријеру је започела синглом Ето, који је издала за Bassivity Digital 27. јуна 2019. године. Текст за песму је сама написала, а пропратни спот је снимљен у Мајамију и Милану. Песмом Ето, Зои је добила награду за откриће године на Врњачком карневалу. У септембру је одржала свој први наступ у оквиру Београдске параде поноса. Други сингл, под називом Зови, је објавила 19. октобра.
На концерту Наташе Беквалац у Београдској арени, фебруара 2020. године, Зои је премијерно извела песму Јасно ми је, коју је продуцирао Дарко Димитров. Спот за сингл броји више од осамнаест милиона прегледа на Јутјубу. У августу је затим објавила обраду нумере Наташа групе Последња игра лептира у оквиру пројекта "Звезде певају звезде"  Радиа С, као и сингл Без тебе.
Почетком 2021. је објављена песма Ђаволи, којом је Зои најавила свој први албум. Јула 2022. је затим објавила сингл Нирвана. Пропратни спот, који је режирао Љубомир Стефановић, је добио награду за најбољу постпродукцију и специјалне ефекте на Muzzik Video Awards церемонији. Исте године је такође објавила и соло песме Имам све и Компромис.
Јуна 2022. године је за пројекат "Здраво двадесете" објавила песму Двадесете. Крајем истог месеца је премијерно извела песму Проблем у оквиру фестивала Скале у Херцег Новом.

## Дискографија
Албуми
- Моје боје (2024)

Синглови
- Ето (2019)
- Зови (2019)
- Јасно ми је (2020)
- Без тебе (2020)
- Наташа (2020)
- Ђаволи (2021)
- Нирвана (2021)
- Имам све (2021)
- Компромис (2021)
- Двадесете (2022)
- Проблем (2022)

## Видеографија
| Назив       | Година | Редитељ          |
| ----------- | ------ | ---------------- |
| Ето         | 2019   | Леонард Фирстнер |
| Зови        | 2019   | Леонард Фирстнер |
| Јасно ми је | 2020   |                  |
| Без тебе    | 2020   |                  |
| Наташа      | 2020   | Лука Јовановић   |
| Ђаволи      | 2021   |                  |
| Нирвана     | 2021   |                  |
| Имам све    | 2021   |                  |
| Компромис   | 2021   |                  |
| Двадесете   | 2022   |                  |